# Dům čp. 206 (Štramberk)
Dům čp. 206 stojí na ulici Dolní ve Štramberku v okrese Nový Jičín. Roubený dům byl postaven v druhé polovině 18. století. Byl zapsán do Ústředního seznamu kulturních památek ČR před rokem 1988 a je součástí městské památkové rezervace.

## Historie
Podle urbáře z roku 1558 bylo na náměstí postaveno původně 22 domů s dřevěným podloubím, kterým bylo přiznáno šenkovní právo a sedm usedlých na předměstí. Uprostřed náměstí stál pivovar. V roce 1614 je uváděno 28 hospodářů, fara, kostel, škola a za hradbami 19 domů. Za panování jezuitů bylo v roce 1656 uváděno 53 domů. První zděný dům čp. 10 byl postaven na náměstí v roce 1799. V roce 1855 postihl Štramberk požár, při němž shořelo na 40 domů a dvě stodoly. V třicátých letech 19. století stálo nedaleko náměstí ještě dvanáct dřevěných domů.
Původní roubený dům čp. 206 byl postaven v druhé polovině 18. století. Stál již před prvním číslováním domů v roce 1771, kdy mu bylo přiřazeno čp. 52. V průběhu let byl několikrát opravován, v druhé polovině 20. století dům prošel rekonstrukcí. Objekt je příkladem původní předměstské zástavby ve Štramberku.

## Stavební podoba
Dům je přízemní roubená stavba na obdélném půdorysu, orientovaná štítovými průčelími do ulice. Dispozice je trojdílná s velkou síní a se dvěma jizbami. Dům je rouben z otesaných kuláčů. Je postaven na vysoké omítnuté kamenné podezdívce, která vyrovnává svahovou nerovnost, je podsklepen s vchody z ulice a pravé okapové strany. Štítové průčelí má tři kastlíková okna, po dvou stejných oknech je na obou okapových stranách. Štít je svisle bedněný s výzorníkem a podlomenicí v patě štítu. Střecha je sedlová, nad štítem je polovalba. Krytinu střechy tvoří pálená taška a plechové šablony. Na pravé okapové straně vede kamenné schodiště ke vchodu do dřevěnice K zadní části roubenky je přistavěna zděná hospodářská budova (bývalý chlév).